# جون بارون (صحفي)
جون بارون (بالإنجليزية: John Barron)‏ هو صحفي ومؤرخ أمريكي، ولد في 16 يناير 1930 في ويتشيتا فولز في الولايات المتحدة، وتوفي في 24 فبراير 2005.

## وصلات خارجية
- جون بارون على موقع إن إن دي بي (الإنجليزية)